# Gran Código Ming
Del Gran Código Ming (en chino 大明律, pronunciado según el pinyin como Da Ming Lü) es uno de los códigos legales más importante de la historia de China. Además de su aplicación durante la dinastía Ming (1368-1644) ejerció una notable influencia en el código de la dinastía Qing (1644-1912). Debido a que los Ming fueron los últimos emperadores nativos también fue fuente de inspiración para los movimientos revolucionarios que derrocarían a la dinastía manchú en el siglo XX. El código ejerció también cierta influencia en países vecinos a China como Japón, Corea y Vietnam.
El código nació debido a la necesidad de reformar el sistema legal tras la dinastía mongola (Yuan) ya que con los Ming la etnia china (Han) había recuperado el poder del país. A pesar de esto, el código Ming no es una copia de códigos Han anteriores, sino que es relativamente original. El código fue redactado durante el reinado del emperador Hongwu (que reinó entre 1368 y 1398). Hongwu achacó la decadencia de los Yuan a su sistema legal, excesivamente complejo y corrupto. El emperador participó personalmente en la redacción del código, siendo sus sugerencias poco debatidas por sus ayudantes. Tras varios cambios durante el reinado de Yongle el código permaneció inalterado durante el resto de la dinastía.
Los tres principios básicos que rigieron la redacción del código fueron:
- La ley y el ritual se consideran básicos para gobernar el reino.
- La ley debe ser indulgente, pensada como medio de actuación del Mandato del Cielo para salvar vidas.
- La ley debe ser simple.

El código fue de aplicación en todo el Imperio Ming salvo a los extranjeros (huwai ren), que usaban su propio sistema legal salvo en el caso de que atentaran contra un chino.
La redacción del código comenzó el 1364 y la primera versión vio la luz en 1367. A partir de ahí fue reformado en numerosas ocasiones durante el reinado de Hongwu siendo la última versión, la trigésima, en 1397. A partir de entonces el código permaneció inalterado durante el resto de la dinastía Ming, aunque paulatinamente se iría haciendo menos importante y sus funciones irían siendo suplantadas por decretos legales.

## Partes del código
El código consta un prefacio y 460 artículos, repartidos en 7 capítulos:
1. Leyes sobre castigos y principios generales.
2. Leyes sobre el personal.
3. Leyes sobre impuestos.
4. Leyes sobre rituales.
5. Leyes sobre asuntos militares.
6. Leyes sobre asuntos penales.
7. Leyes sobre trabajos públicos.

## Fuente
- The Great Ming Code, Jiang Yonglin, University of Washington Press, 2005, Seattle.

- Datos: Q5884304